# Hypergonadism
Hypergonadism är ett medicinsk tillstånd av överaktiva könskörtlar (äggstockar eller testiklar), vilket leder till förhöjd utsöndring av könshormoner. Det kan också avse överkänslighet mot könshormoner. Tillståndet kan hos unga leda till för tidig pubertet.
Hos kvinnor leder tillståndet till hyperöstrogenism eller hyperprogesteronism. Hos män leder det till hyperandrogenism, men om konverteringen till östrogen också ökar (högre aktivitet på aromatas) kan också män få högre värden östrogen.
Tillståndet kan ha många orsaker. Det kan bero på förhöjda värden gonadotropiner. Det kan också uppkomma till följd av ökad omvandling av androgener till östrogen.